# Деркачівка (зупинний пункт)
6 кілометр — залізничний зупинний пункт Конотопської дирекції Південно-Західної залізниці.
Розташований у селі Бахмач Бахмацького району Чернігівської області на лінії Бахмач-Пасажирський — Деревини між станціями Бахмач-Пасажирський (6 км) та Часниківка (6 км).
Станом на лютий 2020 року щодня дві пари дизель-потягів прямують за напрямком Бахмач-Пасажирський — Сновськ.